# Atractus schach
Atractus schach är en ormart som beskrevs av Boie 1827. Atractus schach ingår i släktet Atractus och familjen snokar. Inga underarter finns listade.
Vuxna exemplar har vanligen en olivbrun grundfärg och flera svarta tvärband samt flera gråbruna fläckar. Undersidan är krämfärgad. Den maximala längden utan svans är för honor 260 mm och för hannar 275 mm.
Arten förekommer i regionen Guyana och i Amazonområdet i norrra Sydamerika. Honor lägger ägg. Ormen lever i låglandet upp till 200 meter över havet. Den vistas i städsegröna och lövfällande skogar. Atractus schach gräver i lövskiktet och i det översta jordlagret. Den kan vara dag- och nattaktiv. En hona med fem ägg i kroppen hittades. Födan utgörs av daggmaskar, termiter och andra insekter.
För beståndet är inga hot kända. Hela populationen anses vara stabil. IUCN listar arten som livskraftig (LC).